# Hội Hợp Thiện
Hội Hợp Thiện là một tổ chức từ thiện được nhà tư sản Bạch Thái Bưởi kêu gọi thành lập tại Hà Nội và được Thống sứ Bắc Kỳ cấp giấy phép hoạt động ngày 9 tháng 7 năm 1906. Trụ sở của Hội được xây dựng tại 125 Phùng Hưng, nay là Nhà tang lễ Thành phố Hà Nội.

## Lịch sử
Trong bối cảnh Hà Nội và Bắc Kỳ nói chung gặp nhiều dịch bệnh trong các năm 1905 và 1906 khiến nhiều người chết, trong đó có rất nhiều dân nghèo chết không ai thừa nhận, chôn cất, Bạch Thái Bưởi cùng các nhà tư sản khác như Vũ Quang Huy, Đỗ Đình Đắc, Phạm Sỹ Hạnh đã góp tiền xây dựng Hội Hợp Thiện với mục đích đầu tiên là để chôn cất những xác người vô thừa nhận, hay phù thi tử lộ. Để thực hiện mục đích này, Hội Hợp Thiện đã mua 300 mẫu ruộng của làng Quỳnh Lôi để làm nghĩa địa với tên Nghĩa trang Hợp Thiện. Trong Nạn đói năm Ất Dậu, 1944–1945, rất nhiều người dân chết đói đã được chôn cất tại nghĩa trang này. Sau nhiều năm và do ảnh hưởng của quá trình đô thị hóa của Hà Nội, ngày nay Nghĩa trang Hợp Thiện đã bị thu hẹp nhiều với diện tích chỉ còn khoảng 158 mét vuông nằm trong ngõ 599 đường Kim Ngưu thuộc quận Hai Bà Trưng.
Về sau, Hội Hợp Thiện đã mở rộng hoạt động ra các hình thức khác như hỗ trợ nạn nhân sau các đợt thiên tai như bão lụt, hay các tai ương khác như hỏa hoạn, nạn đói. Hội còn cho xây dựng một nơi tá túc qua đêm cho người nghèo lấy tên Dạ lữ viện. Viện này được khánh thành ngày 4 tháng 12 năm 1933 tại đường Soeur Antoine (nay là phố Hàng Bột) với sự tham gia của vua Bảo Đại. Một cơ sở từ thiện khác của Hội Hợp Thiện là Bình dân phạn điếm ở cạnh chùa Phổ Giác (nay là phố Ngô Sĩ Liên) là nơi nấu nướng và cấp phát các bữa ăn rẻ tiền cho người nghèo từ năm . Theo mô tả của báo Trung Bắc Tân Văn, Bình dân phạn điếm là "một tòa nhà một tầng, ba lớp đồ sộ dựng ở trên một bãi đất rộng có thể chứa được hàng vài trăm đầu: đấy, cái chỗ mà nay mai đây, anh em nghèo khó của chúng ta, sẽ dừng gót đầy cát bụi để ăn nghỉ trong những ngày mưa tầm tã, lạnh thấu đến xương". Không chỉ dừng lại ở phạm vi Hà Nội, Hội Hợp Thiện còn tổ chức các hoạt động và cơ sở từ thiện ở Bắc Kỳ nói chung và được coi là tổ chức từ thiện có sức ảnh hưởng hàng đầu ở khu vực này giai đoạn trước năm 1945.